# Elecciones estatales de Tabasco de 1988
Las elecciones estatales de Tabasco de 1988 se llevaron a cabo el  miércoles 9 de noviembre de 1988, y en ellas se renovaron los siguientes cargos de elección popular en el Estado mexicano de Tabasco:
- Gobernador de Tabasco. Titular del Poder Ejecutivo del estado, electo para un periodo de seis años no reelegibles en ningún caso. El candidato oficialmente electo fue Salvador Neme Castillo.
- 17 ayuntamientos. Compuestos por un presidente municipal y un grupo de regidores, electos para un periodo de tres años no reelegibles para el periodo inmediato.
- 17 diputados del Congreso del Estado. Electos por mayoría relativa en cada uno de los Distrito Electorales.

## Resultados electorales

### Gobernador
|  | 0.38 % |

|  | 78.02 % |

|  | 20.84 % |

|  | 0.47 % |

|  | 0.29 % |

### Ayuntamientos

#### Ayuntamiento de Villahermosa
- César Rojas Herrera  Hecho